# Ároktő
Ároktő – wieś i gmina w północno-wschodniej części Węgier, w pobliżu miasta Mezőcsát.
Administracyjnie gmina należy do powiatu Mezőcsát, wchodzącego w skład komitatu Borsod-Abaúj-Zemplén i jest jedną z jego 9 gmin.